# Privatizacija u Rusiji
Privatizacija u Rusiji opisuje niz post-sovjetskih reformi koje su rezultirale masovnom privatizacijom ruskih državnih kompanija, osobito u industrijskom, energetskom i financijskom sektoru. Većina privatizacije dogodila se u početkom i sredinom 1990-ih za vrijeme predsjednika Borisa Jeljcina, koji je to postao nakon raspada Sovjetskog Saveza.
Privatno vlasništvo nad poduzećima bilo je ilegalno tijekom sovjetske ere. Sovjetski komunizam nastojao je imati kontrolu nad svim sredstvima proizvodnje. U Sovjetskom Savezom broj državnih poduzeća procjenjuje se na 45 000.
U posljednjim godinama Sovjetskoga Saveza, Mihail Gorbačov smanjio je ograničenja posjedovanja privatnoga vlasništva i započeo je reforme tržišta. Privatizacija u Rusiji težila je napraviti prijelaz iz sovjetskoga planskoga gospodarstva prema tržišnoj ekonomiji, što je rezultiralo vrlo negativnim rezultatima dramatičnoga porasta ekonomske nejednakosti, kolapsa BDP-a i industrijske proizvodnje.
Privatizacija je omogućila naglo bogaćenje vrlo malih skupina poslovnih oligarha i novih ruskih tajkuna, osobito u industriji prirodnoga plina i nafte. Ova ekonomska tranzicija opisuje se kao "katastrojka" (katastrofa + perestrojka) i kao najgori mirnodopski gospodarski kolaps neke industrijske zemlje u povijesti. Zbog načina izvedbe, na ruskom je dobila i naziv "prihvatizacija".
Dio strateške državne imovine, uključujući veći dio ruske obrambene industrije, nije bio dio privatizacije 1990.-ih. Brza i vrlo koruptivna privatizacija otvorila je mnoga otvorena pitanja u ruskom društvu, s pozivima mnogih Rusa na reviziju ili ukidanje pojedinih transakcija u privatizaciji 1990-ih.
Od 2004. do 2006. ruska je vlada preuzela kontrolu nad formalno privatiziranim tvrtkama u određenim strateškim sektorima poput industrije nafte, zrakoplovstva, opreme za proizvodnju električne energije, strojogradnje i financija. Na primjer, državna tvrtka koja proizvodi opremu za obranu "Rosoboronexport" preuzela je kontrolu nad "Avtovazom", glavnim proizvođačem ruskih automobila (Lada). U lipnju 2006. "Rosoboronexport" preuzeo je 60% vlasništva nad "VSMPO-Avismom", tvrtkom koja proizvodi dvije trećine svjetske proizvodnje titana. Od 2007. godine, "Ujedinjena avio-proizvodna korporacija", tvrtka koja je 51% u državnom vlasništvu koordinira sve ruske tvrtke koje proizvode zrakoplove.